# タバコ問題情報センター
- たばこ問題情報センター
- タバコ問題情報センター

タバコ問題情報センター（タバコもんだいじょうほうセンター）は、東京都千代田区飯田橋にある渡辺文学・医学者の平山雄らが設立したたばこ対策に関する情報センターである。過去に平仮名表記の「たばこ問題情報センター」と表記されたこともあったが、2010年7月1日、カタカナ表記の「一般社団法人タバコ問題情報センター」として設立登記がなされた。

## 活動
海外のたばこ事情・禁煙教育の実態・職場分煙に関する問題など多方面にわたる情報を発信している。1989年4月から「タバコと健康」（1991年1月からは「禁煙ジャーナル」に改題）という月刊の専門誌（渡辺文学編集長）を発行している。また、国内のたばこに関する訴訟などにもかかわる。

## 発行書籍
- たばこ産業を裁く　（禁煙ジャーナル編著　実践社）ISBN  978-4916043405
- 吸う人と吸わない人の「たばこ病」（結核予防会結核研究所疫学科長 徳留修身監修　たばこ問題情報センター編　実践社） ISBN 978-4916043252